# Sochovice
Sochovice jsou malá vesnice, část města Mirovice v okrese Písek v Jihočeském kraji. Nachází se asi 2,5 kilometru jihozápadně od Mirovic. Sochovice leží v katastrálním území Plíškovice o výměře 5,18 km².

## Historie
První písemná zmínka o vesnici pochází z roku 1382.

## Obyvatelstvo
| Rok            | 1869 | 1880 | 1890 | 1900 | 1910 | 1921 | 1930 | 1950 | 1961 | 1970 | 1980 | 1991 | 2001 | 2011 | 2021 |
| -------------- | ---- | ---- | ---- | ---- | ---- | ---- | ---- | ---- | ---- | ---- | ---- | ---- | ---- | ---- | ---- |
| Počet obyvatel | 64   | 90   | 100  | 91   | 104  | 139  | 69   | 49   | 47   | 44   | 30   | 24   | 8    | 8    | 10   |
| Počet domů     | 8    | 8    | 8    | 8    | 9    | 10   | 10   | 10   | 10   | 10   | 7    | 5    | 10   | 10   | 10   |

## Obecní správa
Při sčítání lidu v letech 1850–1971 Sochovice byly osadou obce Plíškovice, se kterým patřily nejprve do okresu Blatná, ale od roku 1950 v okrese Písek. Od 26. listopadu 1971 do 31. prosince 1987 byly částí obce Myslín v okrese Písek, kdy se konaly obecní volby. Od 1. ledna 1988 jsou částí města Mirovice v okrese Písek. Poté se Myslín opět osamostatnil, ale Sochovice již zůstaly součástí Mirovic.

## Pamětihodnosti
- Na návsi stojí dřevěná zvonice.[8]
- V parčíku před zvonicí je umístěn kříž. Na jeho zdobném obdélníkovém štítku, nad vyobrazením anděla, je nápis „Zde málo stůj, moje rány rozvažuj!“.
- U silnice do Plíškovic stojí kamenná boží muka.[9]

## Galerie

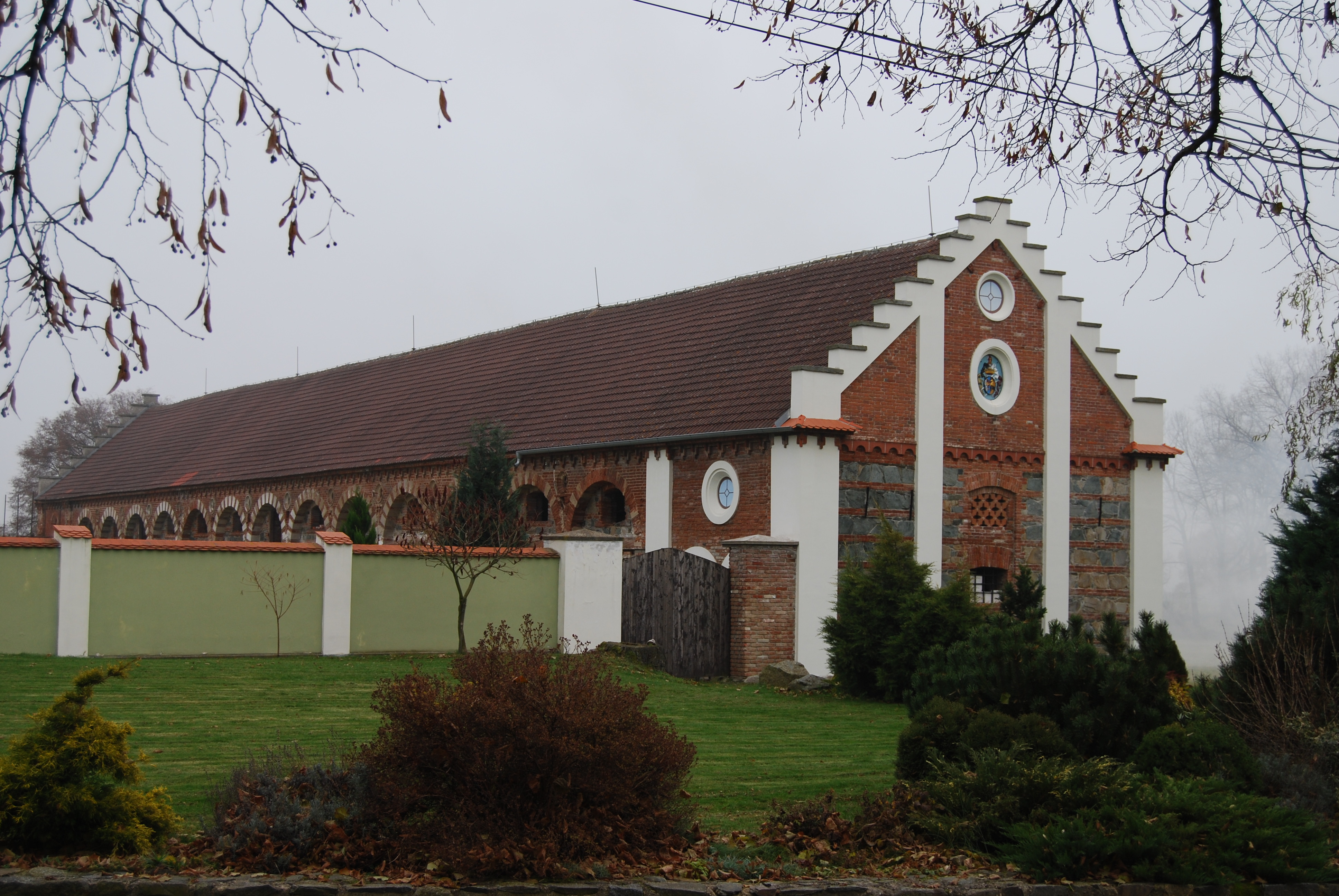
Stavení ve vsi
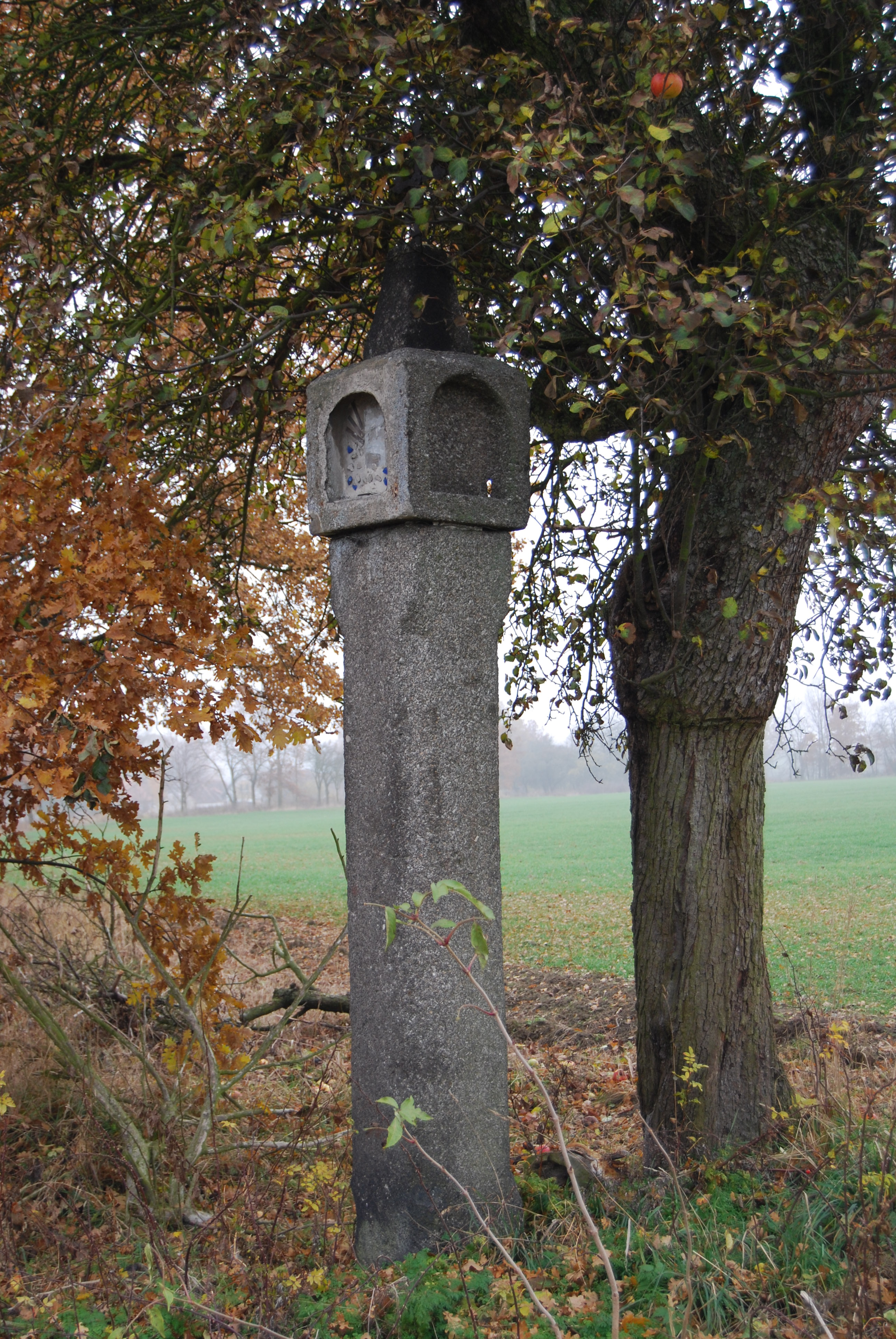
Boží muka
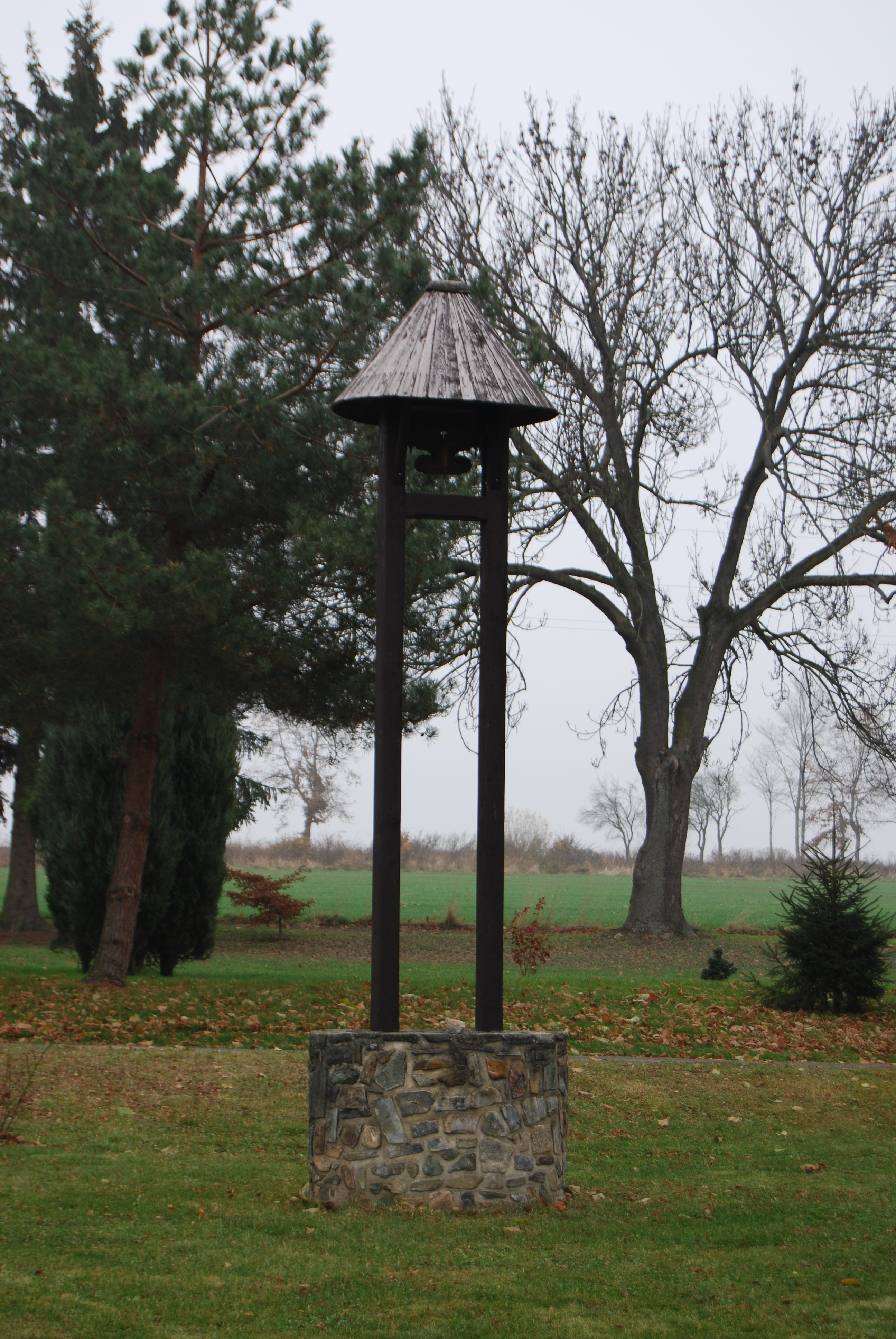
Zvonice na návsi
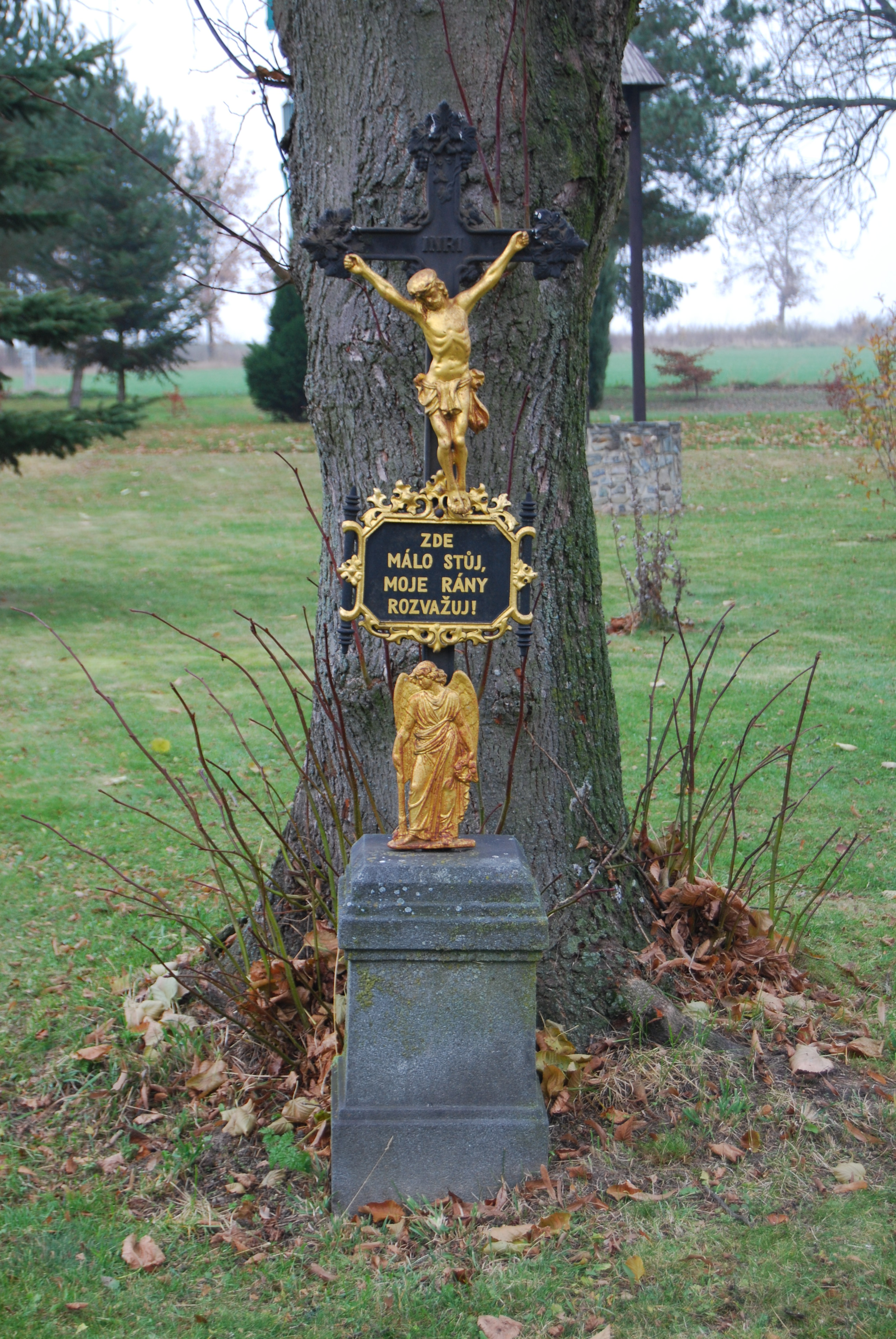
Kříž na návsi